# Krkonoše nationalpark

Logo

Krkonoše nationalpark (tjeckiska: Krkonošský národní park, ofta förkortat KRNAP) är en nationalpark i Liberec och Hradec Králové regionerna i Tjeckien. Den inrättades 17 maj 1963 och är till ytan 549 69 km² stort.
Den högsta punkten i nationalparken är Sněžka, 1 609 meter över havet, på parkens och Tjeckiens gräns mot Polen. Terrängen i Krkonoše nationalpark är huvudsakligen bergig. I nationalparken är det ganska glesbefolkat, med 26 invånare per kvadratkilometer. Närmaste större samhälle är Vrchlabí, 14,2 km söder om parkens centrum.  I Krkonoše nationalpark växer i huvudsak blandskog.

## Läs mer
- Rubín, Josef (2003). Národní parky a chráněné krajinné oblasti. Praha: Olympia. ISBN 80-7033-808-3